# Alphabet lydien
L'alphabet lydien est un ancien alphabet utilisé pour l'écriture du lydien, une langue anatolienne, au 1er millénaire av. J.-C.

## Caractéristiques
Le lydien est parlé vers 700 à 200 av. J.-C. en Lydie, dans l'ouest de l'Anatolie (actuelle Turquie). L'alphabet lydien,, qui sert à son écriture, est l'un des nombreux alphabets d'Anatolie créé dans cette région à cette époque. Comme eux, il est proche des alphabets grecs archaïques, dont il est possiblement dérivé ou avec lesquels il partage une même origine, l'alphabet phénicien. Il contient 26 lettres ; bien que certaines ressemblent aux lettres de l'alphabet grec, elles ne représentent pas forcément les mêmes sons.
Certaines lettres de l'alphabet lydien sont représentées de plusieurs façons suivant les inscriptions. Le son « f » y est représenté par la lettre « 8 », qu'on trouve également dans l'ancien alphabet italique.
Les textes lydiens les plus anciens sont écrits de gauche à droite et de droite à gauche ; les textes ultérieurs uniquement de droite à gauche. Une inscription connue est un boustrophédon. Les mots sont séparés par des espaces, à l'exception d'une inscription qui utilise des points. Le lydien fait usage d'un guillemet spécifique en forme de triangle rectangle.
Comme les autres alphabets anatoliens, l'usage de l'alphabet lydien décline après la conquête de la région par Alexandre le Grand vers 330 av. J.-C. Il est rapidement abandonné au profit du grec.
À l'époque contemporaine, la première codification de l'alphabet lydien est réalisée par Roberto Gusmani (it) en 1964.

## Lettres
Le tableau suivant reprend les lettres de l'alphabet lydien.
| Lettre | Lettre | Translitération | Son            | Notes |
| ------ | ------ | --------------- | -------------- | --- |
| 𐤠      |        | a               | [a]            | |
| 𐤵      |        | ã               | voyelle nasale | Peut-être [ãː]. Ne se produit qu'accentuée. Ã ou a apparait avant une consonne nasale : aliksãntru ~ aliksantru                            |
| 𐤡      |        | b               | [p], [b]       | [b] devant les nasales et possiblement [r]                                                                                                 |
| 𐤹      |        | c               | [dz] ?         | Une consonne affriquée ou fricative voisée non-déterminée : [z], [dz] ou [dʒ], etc.                                                        |
| 𐤣      |        | d               | [ð] ?          | Ou peut-être une autre consonne fricative voisée comme [z].                                                                                |
| 𐤤      |        | e               | [eː]           | Relativement haute et longue, comme le grec « ει » ; ne se produit qu'accentuée.                                                           |
| 𐤶      |        | ẽ               | voyelle nasale | Malgré sa translitération, certainement pas [ẽ] ; peut-être [ã]. Ne se produit qu'accentuée.                                               |
| 𐤱      |        | f               | [f]            | |
| 𐤢      | Ɔ      | g               | [ɡ]            | Substituée à l'occasion pour un /k/ voisé.                                                                                                 |
| 𐤦      |        | i               | [i]            | |
| 𐤧      |        | y               | ?              | Apparemment un allophone de /i/, peut-être non accentué. Attested seulement 11 fois : artymu- ~ artimu-. Peut-être un emprunt au carien 𐊹. |
| 𐤨      |        | k               | [k], [ɡ]       | Voisée en [ɡ] devant les nasales et probablement [r]                                                                                       |
| 𐤩      |        | l               | [l]            | |
| 𐤷      |        | λ               | [ʎ]            | *l palatalisé |
| 𐤪      |        | m               | [m]            | |
| 𐤫      |        | n               | [n]            | |
| 𐤸      |        | ν               | [ɲ] ou [ŋ] ?   | |
| 𐤬      |        | o               | [oː]           | Relativement haute et longue, comme le grec « ου » ; ne se produit qu'accentuée.                                                           |
| 𐤲      |        | q               | [kʷ]           | Historiquement [kʷ] ; il n'est pas clair si la prononciation était toujours celle-ci lorsque l'alphabet était usité.                       |
| 𐤭      | q      | r               | [r]            | |
| 𐤳      |        | s               | [ç] ou [ʃ]     | *s palatalisé |
| 𐤮      |        | ś               | [s]            | Un simple [s], malgré sa transcription. |
| 𐤯      | T      | t               | [t], [d]       | Voisé en [d] devant les nasales et probablement [r]                                                                                        |
| 𐤴      |        | τ               | [ts] ou [tʃ]   | |
| 𐤰      | y      | u               | [u]            | |
| 𐤥      |        | v               | [v]            | |

En outre, deux digrammes, aa et ii, semblent être allophones de [a] et [i] dans des circonstances spéculatives. Le schwa n'est pas écrit : dctdid, kśbλtok-.

## Encodage Unicode
L'alphabet lydien est ajouté au standard Unicode en avril 2008 avec la publication de la version 5.1. Il est encodé dans le plan multilingue complémentaire, entre U+10920 et U+1093F.
| en fr   | 0 | 1 | 2 | 3 | 4 | 5 | 6 | 7 | 8 | 9 | A | B | C | D | E | F |
| U+10920 | 𐤠 | 𐤡 | 𐤢 | 𐤣 | 𐤤 | 𐤥 | 𐤦 | 𐤧 | 𐤨 | 𐤩 | 𐤪 | 𐤫 | 𐤬 | 𐤭 | 𐤮 | 𐤯 |
| ------- | - | - | - | - | - | - | - | - | - | - | - | - | - | - | - | - |
| U+10930 | 𐤰 | 𐤱 | 𐤲 | 𐤳 | 𐤴 | 𐤵 | 𐤶 | 𐤷 | 𐤸 | 𐤹 |   |   |   |   |   | 𐤿 |